# Formel-2-Europameisterschaft 1978
Die Formel-2-Europameisterschaft 1978 umfasste 12 Wertungsläufe, beginnend mit dem Lauf in Thruxton am 27. März und endend mit dem Rennen in Hockenheim am 24. September dieses Jahres.

## Rennkalender
| Nr. | Datum         | Veranstaltung (Rennstrecke)                                               | Erster                                     | Zweiter                                 | Dritter                                         | Pole-Position                              | Schnellste Runde                           |
| --- | ------------- | ------------------------------------------------------------------------- | ------------------------------------------ | --------------------------------------- | ----------------------------------------------- | ------------------------------------------ | ------------------------------------------ |
| 01  | 07. April     | BARC International Jochen Rindt Trophy (Thruxton)                         | Bruno Giacomelli (March-BMW)               | Marc Surer (March-BMW)                  | Rad Dougall (Toleman-Hart)                      | Bruno Giacomelli (March-BMW)               | Bruno Giacomelli (March-BMW)               |
| 02  | 09. April     | Trophäe Jim Clark Gedächtnisrennen (Hockenheimring Baden-Württemberg)     | Bruno Giacomelli (March-BMW)               | Marc Surer (March-BMW)                  | Jean-Pierre Jarier (Univac MRS-BMW)             | Bruno Giacomelli (March-BMW)               | Bruno Giacomelli (March-BMW)               |
| 03  | 30. April     | ADAC-Eifelrennen (Nordschleife)                                           | Alex Ribeiro (March-Hart)                  | Keke Rosberg (Fred Opert Racing-Hart)   | Eddie Cheever (Project Four Racing-BMW)         | Bruno Giacomelli (March-BMW)               | Keke Rosberg (Fred Opert Racing-Hart)      |
| 04  | 15. Mai       | Grand Prix Automobile de Pau (Circuit de Pau-Ville)                       | Bruno Giacomelli (March-BMW)               | Eje Elgh (March-BMW)                    | Marc Surer (March-BMW)                          | Brian Henton (Toleman-Hart)                | Bruno Giacomelli (March-BMW)               |
| 05  | 28. Mai       | Gran Premio del Mugello (Autodromo Internazionale del Mugello)            | Derek Daly (ICI Chevron Cars-Chevron Hart) | Marc Surer (March-BMW)                  | Bruno Giacomelli (March-BMW)                    | Bruno Giacomelli (March-BMW)               | Eddie Cheever (Project Four Racing-BMW)    |
| 06  | 04. Juni      | Gran Premio di Roma (Autodromo Vallelunga)                                | Derek Daly (ICI Chevron Cars-Chevron Hart) | Bruno Giacomelli (March-BMW)            | Piero Necchi (Astra Racing-BMW)                 | Bruno Giacomelli (March-BMW)               | Bruno Giacomelli (March-BMW)               |
| 07  | 18. Juni      | Grand Prix de Rouen-les-Essarts (Rouen-les-Essarts)                       | Bruno Giacomelli (March-BMW)               | Eddie Cheever (Project Four Racing-BMW) | Marc Surer (March-BMW)                          | Bruno Giacomelli (March-BMW)               | Ingo Hoffmann (Project Four Racing-BMW)    |
| 08  | 25. Juni      | Donington „50.000“ (Donington Park)                                       | Keke Rosberg (Fred Opert Racing-Hart)      | Piero Necchi (Astra Racing-BMW)         | Marc Surer (March-BMW)                          | Bruno Giacomelli (March-BMW)               | Brian Henton (Toleman-Hart)                |
| 09  | 09. Juli      | Grand Prix de Nogaro (Circuit Paul Armagnac)                              | Bruno Giacomelli (March-BMW)               | Marc Surer (March-BMW)                  | Derek Daly (ICI Chevron Cars-Chevron Hart)      | Bruno Giacomelli (March-BMW)               | Bruno Giacomelli (March-BMW)               |
| 10  | 23. Juli      | Gran Premio del Mediterraneo (Autodromo di Pergusa)                       | Bruno Giacomelli (March-BMW)               | Eddie Cheever (Project Four Racing-BMW) | Derek Daly (ICI Chevron Cars-Chevron Hart)      | Derek Daly (ICI Chevron Cars-Chevron Hart) | Derek Daly (ICI Chevron Cars-Chevron Hart) |
| 11  | 06. August    | Gran Premio dell’Adriatico (Misano World Circuit Marco Simoncelli)        | Bruno Giacomelli (March-BMW)               | Marc Surer (March-BMW)                  | Elio de Angelis (ICI Chevron Cars-Chevron Hart) | Brian Henton (Toleman-Hart)                | Bruno Giacomelli (March-BMW)               |
| 12  | 24. September | Preis von Baden-Württemberg und Hessen (Hockenheimring Baden-Württemberg) | Bruno Giacomelli (March-BMW)               | Marc Surer (March-BMW)                  | Manfred Winkelhock (March-BMW)                  | Marc Surer (March-BMW)                     | Derek Daly (ICI Chevron Cars-Chevron Hart) |

## Fahrerwertung
| Platz | Fahrer             | Punkte |
| ----- | ------------------ | ------ |
| 01    | Bruno Giacomelli   | 78     |
| 02    | Marc Surer         | 48     |
| 03    | Derek Daly         | 27     |
| 04    | Eddie Cheever      | 22     |
| 05    | Keke Rosberg       | 16     |
| 06    | Piero Necchi       | 13     |
| 0     | Ingo Hoffmann      | 13     |
| 08    | Alex Ribeiro       | 11     |
| 0     | Manfred Winkelhock | 11     |
|       | Alberto Colombo    | 11     |
| 11    | Eje Elgh           | 08     |
| 12    | Ricardo Zunino     | 07     |
|       | Rad Dougall        | 05     |
| 14    | Elio de Angelis    | 04     |
|       | Geoff Lees         | 04     |
| 16    | Piercarlo Ghinzani | 03     |
|       | Stephen South      | 03     |
|       | Brian Henton       | 03     |
|       | Arturo Merzario    | 03     |
| 20    | Beppe Gabbiani     | 02     |
| 21    | Roberto Marazzi    | 01     |